# 黄齐陶
黄齐陶（1934年7月—2025年1月5日），男，浙江宁波人，中华人民共和国工程师、政治人物，曾任国家科学技术委员会副主任，第八、九届全国政协委员。